# Mohamed Sahil
Mohamed Sahil (11 ottobre 1963) è un ex calciatore marocchino, di ruolo centrocampista o attaccante.

## Carriera

### Nazionale
Con la Nazionale marocchina ha preso parte ai Mondiali 1986.